# Modernistisk khmerarkitektur
Modernistisk khmerarkitektur var en arkitekturriktning i Kambodja under 1950- och 1960-talen som internationellt går under den engelska beteckningen New Khmer Architecture. Stilen blandade modernismen med två distinkta kambodjanska influenser: tempeltraditionen i Angkor tillsammans med de olika traditionella koncept som merparten av landsbygdens hus byggdes efter. Influenser hämtades även ifrån den franska kolonialmaktens arkitektur, speciellt under de tidigare åren av arkitekturriktningen. Rörelsen grundades 1953, i och med Kambodjas självständighet, och nådde sin kulmen under 1960-talet men avbröts abrupt 1970 när statsöverhuvudet Norodom Sihanouk avsattes av general Lon Nol.

## Historisk överblick

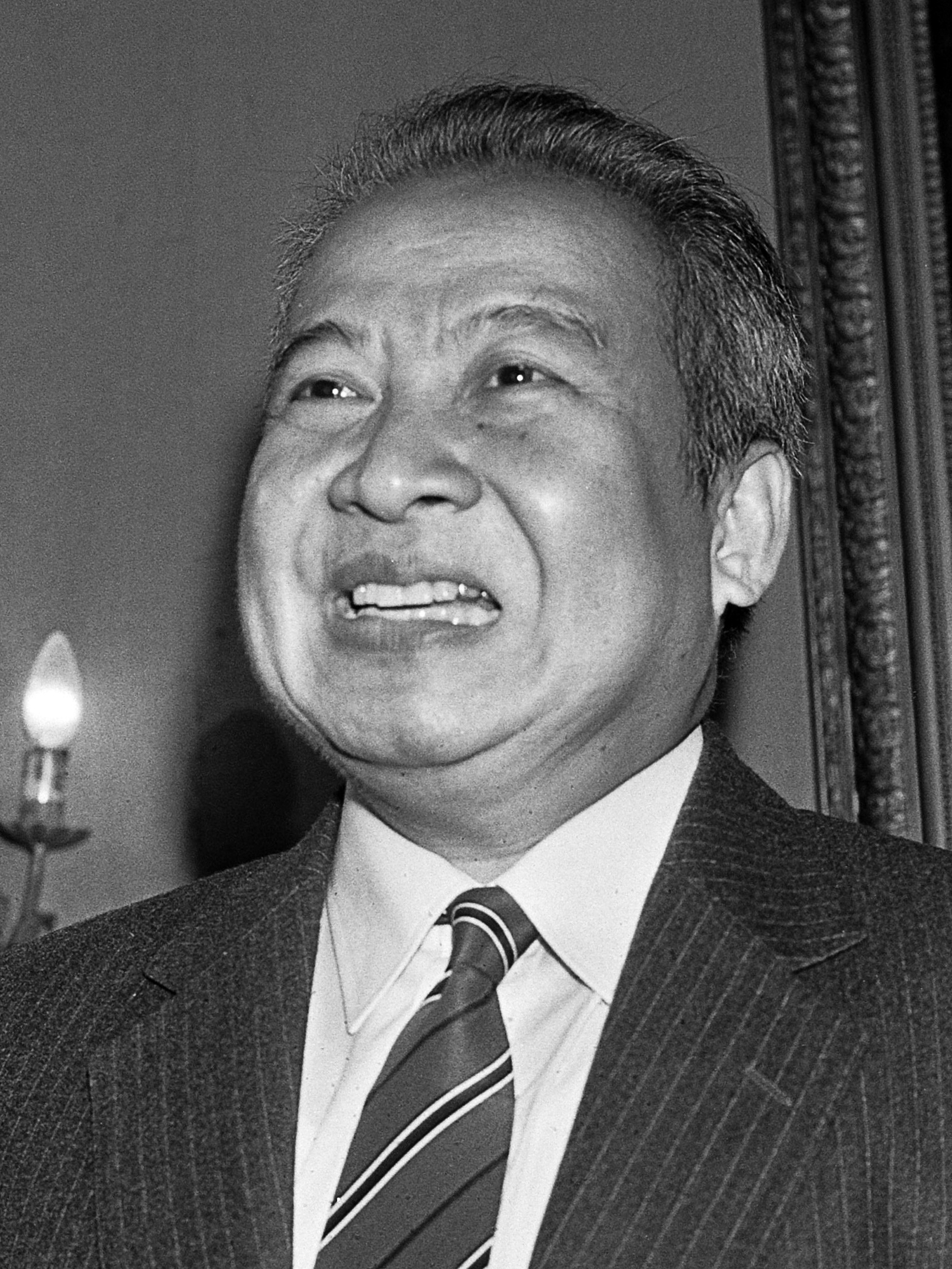
Norodom Sihanouk.

Den främsta drivande faktorn bakom rörelsen var Norodom Sihanouk, kung (1953–1955), premiärminister (1955–1960) och statsöverhuvud (1960–1970). I och med Kambodjas självständighet 1953 ville Sihanouk modernisera landet på alla plan. Från jordbruk, infrastruktur och industri till utbildning, sjukvård, turism och kultur. Från början var de internationella influenserna uppenbara, men snart började arkitekterna knutna till rörelsen att använda sig av typiska kambodjanska element och smälta samman dem med modernistiska element. Moderniseringen av landet ledde till att många av landets invånare flyttade från landsbygden till städerna där behovet av skolor, sjukhus, marknader och annan stadsplanering ökade. Mellan 1953 och 1970 ökade folkmängden i huvudstaden Phnom Penh från 150 000 till 1 miljon. Statsbyggnader, kungapalats, fabriker, skolor, universitet, sjukhus, sportarenor, utställningshallar, biografer, teatrar, kasinon, flygplatser, järnvägsstationer, kyrkor, villor och större bostadsområden byggdes i denna nya stil - till och med stupor och monument. De mest slående byggnaderna ritades för huvudstaden men stilen förekommer även på många andra håll i landet. Flertalet projekt finansierades ur den nationella budgeten, eller ur privata kambodjanska fonder. Sihanouk menade nämligen att "Jag vill inte att mina barn ska hamna i skuld". Teknisk sakkunskap och hjälp accepterades från både FN och andra länder som USA, USSR och Kina.

## Formalistiska karaktärsdrag

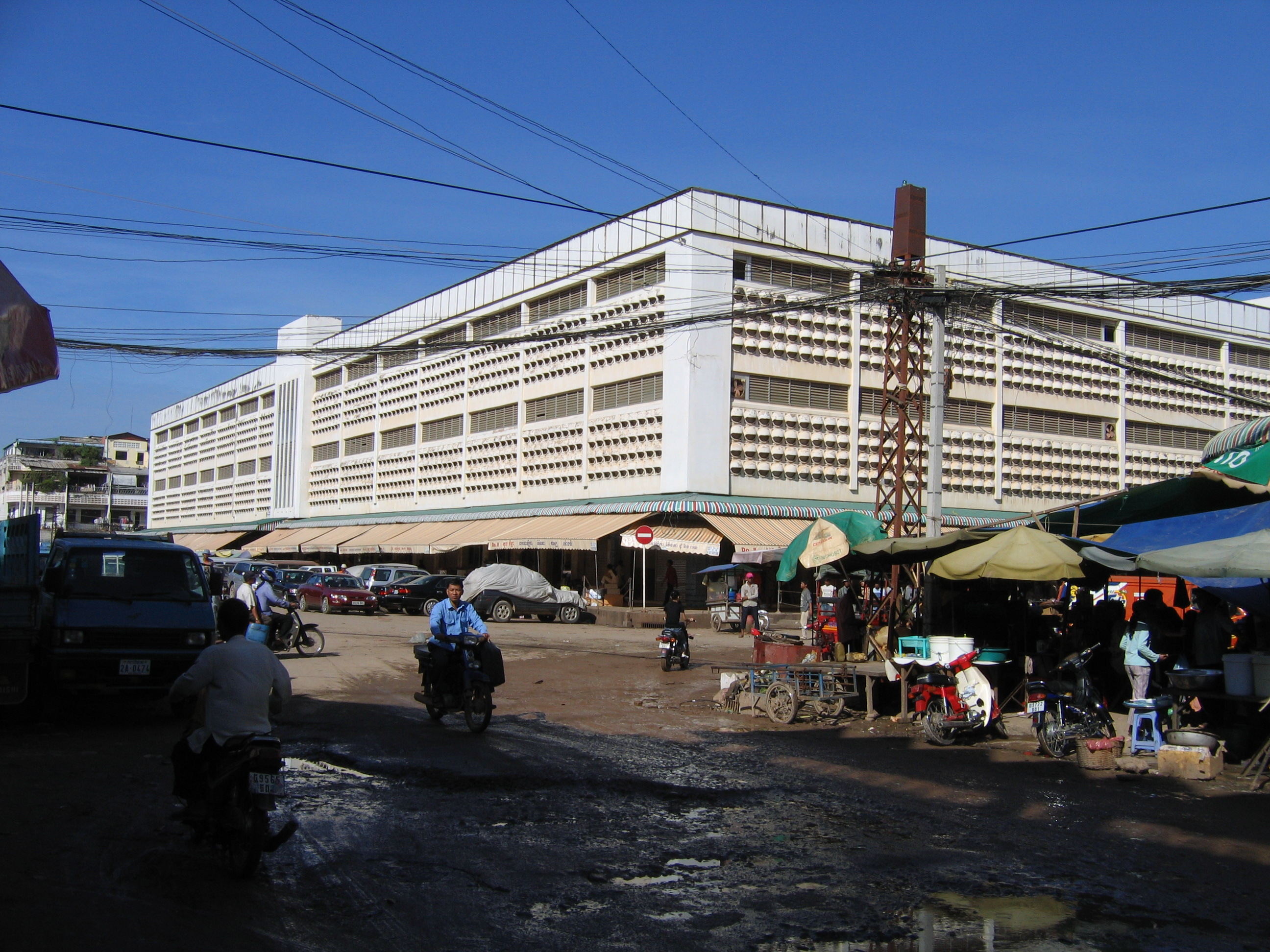
Olympic Market, Phnom Penh.
Arkitekt: Lu Ban Hap

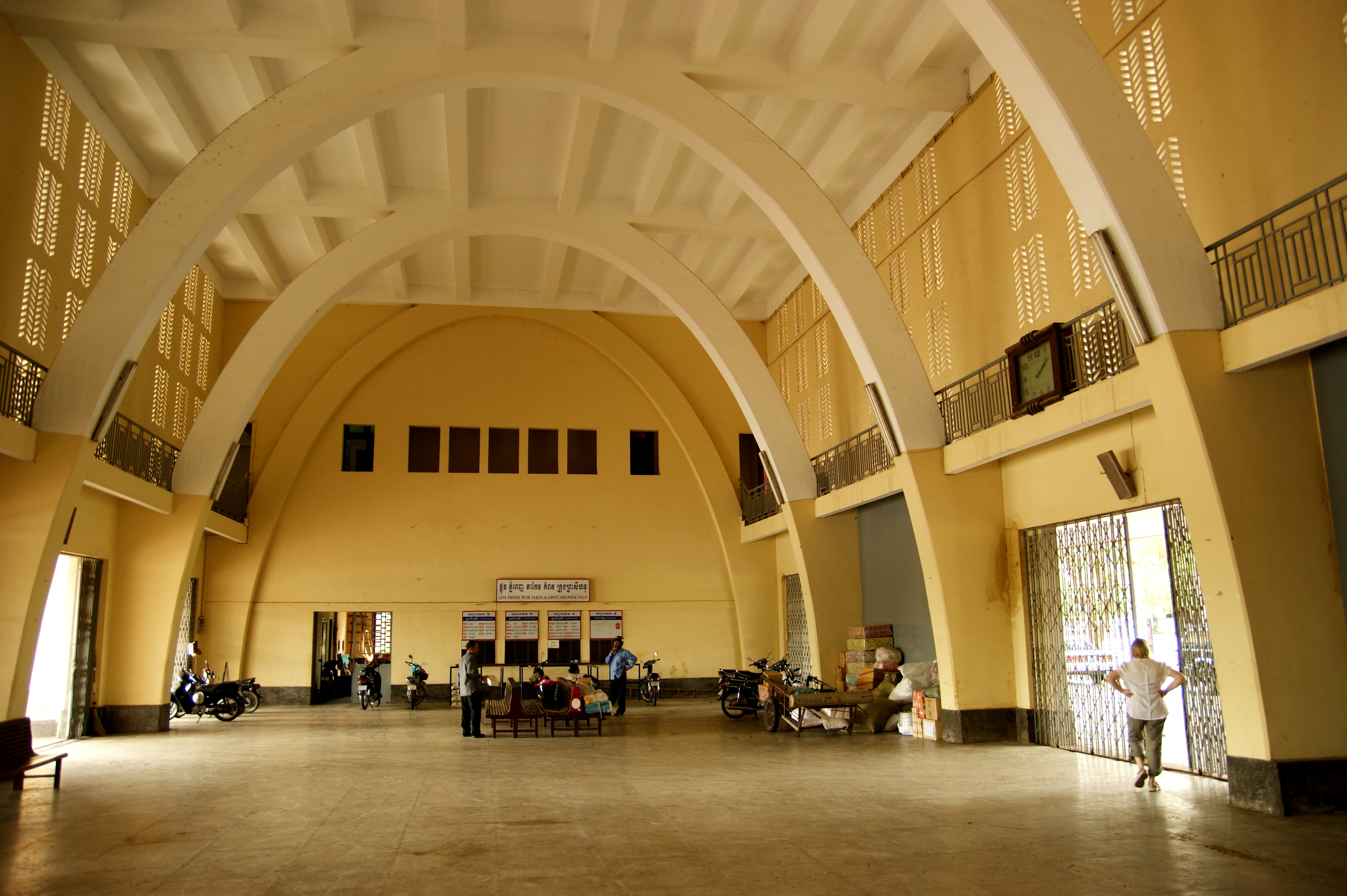
Interiör från Phnom Pehns järnvägsstation byggd 1932, vilket är ett exempel på en av de byggnader i fransk kolonialstil som fungerade som influens för rörelsen.

Det finns flera typiska karaktärsdrag för den modernistiska khmerarkitekturen. De mest anslående influenserna från modernismen är materialval, främst betong, och avsaknad av ornament där form och konstruktion istället framhävs och blir till dekorativa element i sig. Ett annat karaktärsdrag är arvet från folkliga byggtraditioner som format hur husen byggts på landsbygden, med dess anpassningar till det tropiska klimatet. Traditionella kambodjanska hus står ofta på pelare. Detta skapar ett öppet uterum med skydd för solen, ger huset en naturlig avkylning och höjden skyddar huset mot översvämningar. Andra anpassningar till klimatet hämtade från traditionell khmerarkitektur är bruket av väggpaneler, dubbla väggar och tak och den karaktäristiska sicksack-formen som förekommer på många av stilens byggnader, för att förhindra direkt solljus och strålningsvärme. Täckta balkonger, utanpåliggande trappor med täckta pelargångar och dekorativa genombrutna väggar och murar finns där för att ge skugga. Ofta skapade man system för naturlig ventilation för att kyla av byggnaderna. Traditionella hus har ofta en öppen planlösning vilket är ett annat tema som går igen inom modernistisk khmerarkitektur. Ofta har byggnaderna ljusa ytterväggar vilket är ännu en anpassning till klimatet.
Vissa byggnader försågs med traditionella tempelelement som olikfärgade mönstrade tegeltak, spiror, tympanon och takornament. Från Angkortraditionen hämtade man även element som vallgravar och upphöjda gångstråk. Vallgravar är inte bara dekorativa utan fungerar även som vattenreservoar under regnperioden och har en nedkylande effekt. The National Sports Complex och Vann Molyvanns Teacher Training College (numera Institute of Foreign Languages) är typexempel på byggnader med sådana influenser. Även andra former hämtades från traditionell khmerkultur som biblioteket till Teacher Training College som Molyvann lät få formen av en stråhatt. Initialt fanns det tydliga influenser från den tidigare koloniala arkitekturen men detta försvann allt eftersom rörelsen utvecklades.

## Viktiga arkitekter
Den mest kända arkitekten som tillhörde den modernistiska khmerarkitekturrörelsen var Vann Molyvann. Andra viktiga arkitekter var Lu Ban Hap, Chhim Sun Fong, Seng Sutheng och Mam Sophana. Flera av dem hade utbildat sig i Frankrike och USA. Norodom Sihanouk bör också nämnas bland dessa arkitekter - inte som arkitekt men som drivande kraft bakom många av projekten och rörelsen. Han fungerade även som inredningsarkitekt för vissa byggnader. Icke-kambodjanska arkitekter som ingick i rörelsen var Vladimir Bodiansky, Gérald Hanning, Henri Chatel och Leroy & Mondet.

## Nutid och framtid

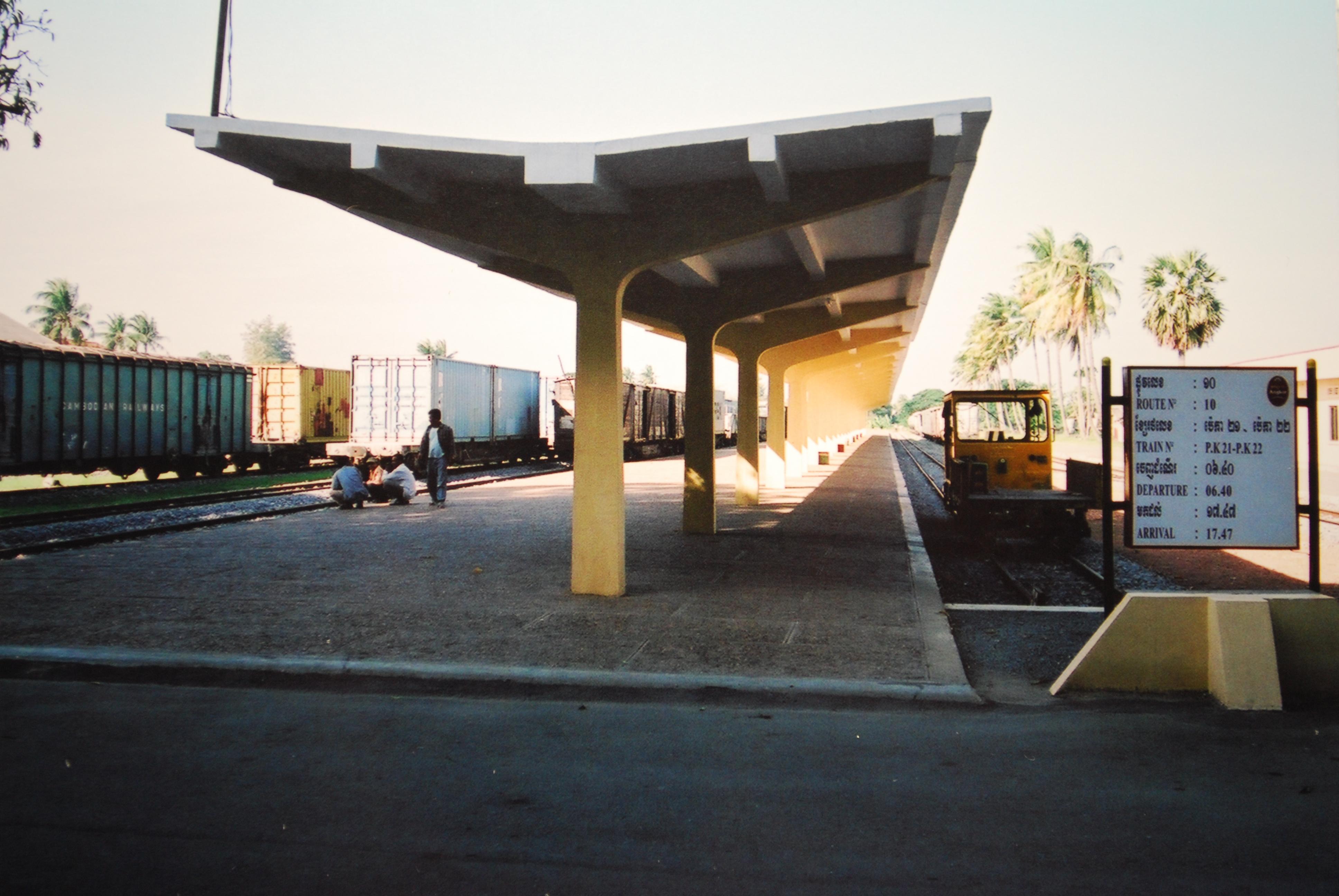
Stilen användes både till prestigefyllda byggnader såväl som till vardagligare företeelser. Här en perrong vid Phnom Penhs järnvägsstation.

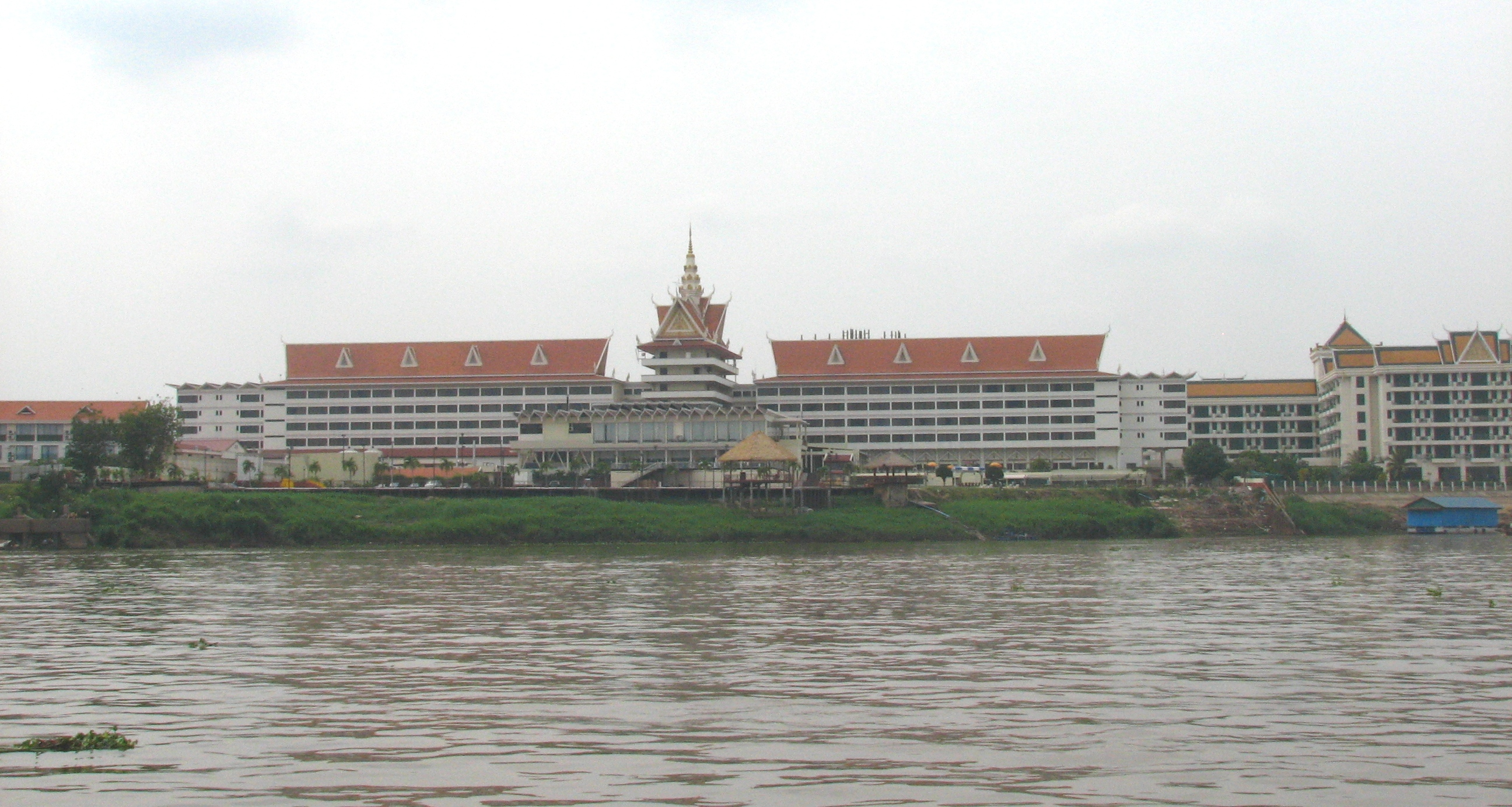
Cambondiana Hotel, Phnom Penh, cirka 1969. Arkitekt: Lu Ban Hap, Inredningsarkitekt: Norodom Sihanouk.

Förvånansvärt mycket av den modernistiska khmerarkitekturen i Kambodja överlevde åren av krig och svält, från 1970 och framåt. Vissa byggnader förstördes dock av de amerikanska bombningarna under Vietnamkriget medan andra senare förstördes av röda khmererna. Exempelvis rev de universitet Kampot-Takeo och även alla landets kyrkor som byggts under 1950- och 1960-talen förutom kyrkan i Sihanoukville. Även många exklusivare privatvillor förstördes. Men trots att så många av dessa byggnader har lyckats stå kvar under dessa svåra perioder så är det istället nu som de rivs. Flera byggnader som är värda att skyddas ur ett arkitekturperspektiv, som Preah Suramarit National Theater och Council of Ministers har förstörts när områden ska moderniseras. Många av periodens byggnader är idag i dålig skick, exempelvis The National Sports Complex, trots att den fortfarande är i bruk. Vallgravarna som en gång omgav stadion som en integrerad del av arkitekturen för att förhindra översvämning under regnperioden, har fyllts igen och bebyggts. Av de två kvarteren med lägenheter vid Front du Bassac, är den ena i oreparabelt skick och den andra är inkapslad i betong och har förlorat all sin distinkta form. Hus får stå och förfalla, rivs för att göra plats åt nya hus eller också förstörs de genom oaktsam renovering. Bara ett fåtal av stilens byggnader är i god kondition och i bruk som Chaktomuk Compound som är en del av senaten, Chaktomuk Conference Hall och teatern Chenla.

## Viktiga byggnader
Phnom Penh
- Municipal Apartments, Bassac Riverfront, av Lu Ban Hap och Vladimir Bodiansky, cirka 1963
- National Bank Apartments (numera del av den ryska ambassaden), Bassac Riverfront, av Henri Chatel och Jamshed Petrigura, cirka 1963
- Olympic Village Apartments, Bassac Riverfront, av Vann Molyvann, cirka 1963
- Preah Suramarit National Theater, Bassac Riverfront, av Vann Molyvann, 1968, riven 2008
- Sangkum Reastr Exhibition Hall, Bassac Riverfront, av Vann Molyvann, 1961
- Cambodiana Hotel, av Lu Ban Hap, inredning av Norodom Sihanouk, cirka 1969
- Chaktomuk Conference Hall, av Vann Molyvann, 1961
- Chamkarmon Compound, av Lu Ban Hap, Vann Molyvann etc, 1950- och 1960-talet
- Chenla State Cinema (numera teatern Chenla), av Lu Ban Hap och Chhim Sun Fong, 1969
- Council of Ministers, av Vann Molyvann och Grimeret, 1950-talet, riven 2008
- Independence Monument, Vann Molyvann och Ing Kieth, 1962
- Institute of Technology, av en sovjetisk grupp arkitekter, 1964
- Milk factory (numera Kingdom Breweries), av Uk Sameth, 1970
- National Sports Complex, av Vann Molyvann, Um Samuth, Gérald Hanning, Claude Duchemin, Jean-Claude Morin, 1964
- Royal University of Phnom Penh, Leroy & Mondet, 1968
- Teacher Training College (numera Institute of Foreign Languages), av Vann Molyvann, 1972

Battambang
- Battambang University, av Ung Krapum Phka, 1968

Sihanoukville
- Independence Hotel, av Leroy & Mondet, 1968
- SKD Brewery med arbetarbostäder, av Vann Molyvann, 1968
- National Bank of Cambodia med arbetarbostäder, av Vann Molyvann, 1968

## Citat
1. ↑  I do not want to indebt my children